# Fierce Ruling Diva
Fierce Ruling Diva bestaande uit Jeroen Flamman en Jeff Porter (Abraxas) zijn begin jaren 90 begonnen met het produceren van housemuziek. Met hits zoals Wipped Kream, Floorfiller ("Rubb it in"),  You gotta believ en Atomic slide ("Rise Up & Work NYC") hebben ze Nederland op de dancekaart gezet. Vele classics komen van hun label Lower East Side Records maar zijn buiten Nederland vaak uitgebracht op het Britse label React.
Flamman & Abraxas waren tevens de bedenkers van de in de jaren negentig populaire Party Animals.

## Discografie

### Albums
- 1990 Rubb it in
- 1992 "Anarchic Adjustments"
- 1993 "Live at Multigroove"
- 1993 A Great Man Once Said...
- 1994 Revolt Of The Perverse

### Singles
- 1991 Floorfiller ("Rubb it in")
- 1992 Atomic slide ("Rise Up & Work NYC")
- 1992 You Gotta Believe